# Lenovo Moto E3
Moto E3 (XT1700) – smartfon marki Lenovo wyposażony w system operacyjny Android. To trzecia generacja serii budżetowych modeli Moto E zaprezentowana w lipcu, a wprowadzona na rynek we wrześniu 2016 r. W swojej klasie wyróżnia się baterią o pojemności 2800 mAh / 3500 mAh w wersji E3 Power (XT1706).
Smartfon ten ustanowił rekord sprzedaży w dniu premiery – w Indiach zakupiono wówczas 100 tysięcy egzemplarzy Moto E3 Power.

## Specyfikacja
Moto E3 często bywa porównywany do wyższego modelu Lenovo Moto G4 Play – oferuje większą pojemność baterii w wersji Power, podczas gdy Moto G4 Play dysponuje lepszym procesorem 4G Snapdragon 410.
W stosunku do poprzednich generacji, Moto E3 wyróżnia się jasnym, pięciocalowym ekranem IPS LCD o rozdzielczości 720x1280 pikseli i gęstości 294 ppi, co zdecydowanie poprawia jakość obrazu.
Moto E3 wyposażono w hydrofobową powłokę chroniącą przed umiarkowanym działaniem wody – takim jak przypadkowe zalanie, zachlapanie lub lekki deszcz. Urządzenie nie jest wodoszczelne.
Smartfon korzysta z systemu operacyjnego Android 6.0 Marshmallow i – wedle zapowiedzi producenta – nie będzie aktualizowany do Androida 7.0 Nougat.

## Dane techniczne Lenovo Moto E3 / E3 Power[1]
- Producent: Lenovo (Motorola Mobility)
- Premiera rynkowa: wrzesień 2016
- Poprzednik: Moto E (2 generacji)
- System operacyjny: Android 6.0 Marshmallow
- CPU: czterordzeniowy procesor 1GHz MediaTek MT6753P
- GPU: Mali T720 GPU
- Pamięć RAM: 1 / 2 GB
- Pamięć ROM: 8 / 16 GB
- Bateria: 2800 / 3500 mAh
- Ekran: 5 cali IPS 720x1280 pikseli
- Aparat tył: 8 Mpx, LED
- Aparat przód: 5 Mpx

## Porównanie generacji
|                              | 1 generacja (2014) | 2 generacja (2015)                      | Moto E3 / E3 Power (2016)            |
| Pamięć ROM                   | 4 GB               | 8 GB                                    | 8 / 16 GB                            |
| Ekran                        | 4,3’’              | 4,5’’                                   | 5’’                                  |
| Procesor                     | Snapdragon 200     | 4G – Snapdragon 410 3G – Snapdragon 200 | 1 GHz MediaTek MT6753P               |
| Pamięć RAM                   | 1 GB               | 1 GB                                    | 1 / 2 GB                             |
| Aparat tył                   | 5 Mpx              | 5 Mpx                                   | 8 Mpx                                |
| Aparat przód                 | brak               | 0,3 Mpx                                 | 5 Mpx                                |
| Flesz                        | brak               | brak                                    | LED                                  |
| Szybkie uruchamianie aparatu | brak               | tak, double-twist                       | tak, po dwukrotnym naciśnięciu Power |
| Android (w chwili premiery)  | 4.4 KitKat         | 5.0.2 Lollipop                          | 6.0 Marshmallow                      |
| Wyjmowana bateria            | nie, 1980 mAh      | nie, 2390 mAh                           | tak, 2800 / 3500mAh                  |